# Marion Großklaus-Seidel
Marion Großklaus-Seidel, född 1957 i Tyskland, är professor i teologi och pedagogik.
Mellan 2014 och 2019 var Großklaus-Seidel president för Evangelische Hochschule Darmstadt.
Großklaus-Seidel studerade evangelisk teologi och pedagogik från 1979 till 1985 vid Ruhruniversitetet i Bochum och Kirchliche Hochschule Wuppertal. Sedan 1995 är hon professor.